# Verdrag tot oprichting van de Europese Gemeenschap voor Atoomenergie
Het Verdrag tot oprichting van de Europese Gemeenschap voor Atoomenergie (afkorting: Euratom Verdrag) voorzag de oprichting van de Europese Gemeenschap voor Atoomenergie. Het verdrag werd ondertekend op 25 maart 1957 in Rome, gelijktijdig met de ondertekening van het Verdrag tot oprichting van de Europese Economische Gemeenschap, en trad op 1 januari 1958 in werking.
Het Euratom verdrag is minder bekend bij de bevolking van de Europese Unie vanwege het lage profiel van de organisatie. In tegenstelling tot de Europese Economische Gemeenschap, is Euratom vrijwel gelijk gebleven sinds haar oprichting. De organisatie kende tussen 1958 en 1967 een eigen bestuur, maar sinds het Fusieverdrag is Euratom een onderdeel van de EEG en later de Europese Unie.
In haar bestaan zijn er weinig amendementen doorgevoerd op het verdrag, omdat de Europese publieke opinie zich nogal distantieert van nucleaire wapens. Vanwege deze instelling zijn sommigen ervan overtuigd dat Euratom ouderwets is. Euratom werd in 2004 niet betrokken in de formatie van het Verdrag tot vaststelling van een Grondwet voor Europa. Deze grondwet zou alle voorgaande verdragen van de Europese Unie combineren, maar men was bang dat het toevoegen van nucleaire wapens meer mensen negatief zou stemmen voor de grondwet.
Vandaag de dag is het verdrag nog steeds een onafhankelijk verdrag binnen de Europese Unie. Het is een onderdeel van de Verdragen van de Europese Unie.
|                          |                                        |                                                          |                                                          |                                                          |                                                          |                           |                           |                    |      |          |      |
| 1948                     | 1952                                   | 1958                                                     | 1967                                                     | 1987                                                     | 1993                                                     | 1993                      | 1999                      | 2002               | 2003 | 2009     | 2011 |
| Brussel                  | EGKS                                   | EEG / Euratom                                            | Fusieverdrag                                             | Europese Akte                                            | EU-Verdrag                                               | EU-Verdrag                | Amsterdam                 |                    | Nice | Lissabon |      |
|                          |                                        |                                                          | Europese Gemeenschap voor Kolen en Staal (EGKS)          |                                                          |                                                          |                           |                           |                    |      |          |      |
|                          |                                        | Europese Gemeenschap voor Atoomenergie (EURATOM)         |                                                          |                                                          |                                                          |                           |                           |                    |      |          |      |
|                          | Europese Economische Gemeenschap (EEG) | Europese Economische Gemeenschap (EEG)                   | → P Ĳ L E R S →                                          |                                                          | Europese Gemeenschap (EG)                                | Europese Gemeenschap (EG) | Europese Gemeenschap (EG) | Europese Unie (EU) |      |          |      |
|                          | ↑Europese Gemeenschappen↑              | ↑Europese Gemeenschappen↑                                | ↑Europese Gemeenschappen↑                                | Justitie & Binnenlandse Zaken (JBZ)                      | Europese Gemeenschap (EG)                                | Europese Gemeenschap (EG) | Europese Gemeenschap (EG) | Europese Unie (EU) |      |          |      |
|                          |                                        | Politiële & justitiële samenwerking in strafzaken (PJSS) | → P Ĳ L E R S →                                          |                                                          |                                                          |                           |                           | Europese Unie (EU) |      |          |      |
|                          | Europese politieke samenwerking (EPS)  | Gemeenschappelijk buitenlands & veiligheidsbeleid (GBVB) | Gemeenschappelijk buitenlands & veiligheidsbeleid (GBVB) | Gemeenschappelijk buitenlands & veiligheidsbeleid (GBVB) | Gemeenschappelijk buitenlands & veiligheidsbeleid (GBVB) |                           |                           | Europese Unie (EU) |      |          |      |
|                          | Europese politieke samenwerking (EPS)  |                                                          |                                                          |                                                          |                                                          |                           |                           | Europese Unie (EU) |      |          |      |
| West-Europese Unie (WEU) |                                        |                                                          |                                                          |                                                          |                                                          |                           |                           | Europese Unie (EU) |      |          |      |
|                          |                                        |                                                          |                                                          |                                                          |                                                          |                           |                           |                    |      |          |      |